# الطرف
بلدة الطرف في طرف جنوب واحة الأحساء وشرق مدينة الهفوف التي تبعد عنها مسافة 16 كم ويربطها بقرى المنقطة طريق معبد.

## الموقع
يحد بلدة الطرف غرباً بلدة الفضول وصحراء الربع الخالي وشرقاً تتصل بسبخة العقير وشمالاً بلدة الجفر وجنوباً صحراء الربع الخالي. طبيعة الأرض في الطرف أرض سهلة ورملية وطينية ويكثر الجص الذي يستخدم في البناء في الشرق ويطلق عليها (مقطع الجص) حيث يوجد على عمق متر واحد وعلى عمق مترين ويلي هذه الطبقة أرض سبخة وتوجد شرق مقطع الجص.

## سبب التسمية
سميت بالطرف نسبة لوجود موقعها في طرف واحة الأحساء وهو الأرجح؛ وهو أقصى الطرف الجنوبي المحاذي للحدود الدولية مع قطر. وذكر أيضا أن سبب التسمية هو كثرة وجود شجر (الطرفاء) التي كانت تحيط بالبلد وبقي القليل جدا منها بسبب امتداد التطور العمراني.

## تاريخ الطرف
لبلدة الطرف تاريخ طويل جذوره ممتدة في عمق التاريخ ممثلاً بقرية السهلة وآثار أبوحريف في غربها، والمساجد القديمة التي في مزارعها، أما في الشرق فهناك أثار الدور التاريخية والموجودة داخل الطرف الآن بالقرب من قاعة أماسي للاحتفالات. وفي الشمال والغرب توجد المزارع المعروفة بخصبة أرضها وثمرها الطيب، إما في الجنوب فيوجد قصر المجصة التاريخي وواحة ابن حبيل وبعض الآثار الأخرى.
يبلغ عمر الطرف أكثر من 400 سنة وكونها تقع في طرف جنوب واحة الأحساء جعلها بعيدة عن أنظار المارة ومع ذلك عُرف عنها وعن أهلها أنهم ذوي شهامةٍ ونخوة معروفون في وقت الشدائد حيث كان الكثير يلوذ بهم عند الشدائد والمحن قديماً، وهو الأمر الذي جعل من الطرف معروفة لدى القاصي والداني في الأحساء وأيضا الدول المجاورة كـ قطر وعمان والإمارات.

## سكانها
يزيد عدد سكانها على أكثر من (32543) ألف نسمة حسب احصائية عام 1433هـ. وتشتهر الطرف بتعدد الطوائف الدينية والتعايش السلمي فيها.

## لمحة من تاريخ الطرف القديم
لقد خصص مؤلف كتاب البوابة الجنوبية للأحساء جزءا كبيرا لتاريخ الطرف القديم اظهر فيه أن جذور تاريخ الطرف ممتدة
في عمق الزمان وتمثل تلك الامتدادات في قرية «السهلة»، وأثار أبو حريف. وأضاف أيضا أن هناك من يذكر أن أصل ونسل البلدة هم «السهالوة» الذين كانوا مسكنهم في غرب الطرف الحالية، كما يذكر بعضهم أن أصلها يعود إلى «دحماسة».
بعد ذلك ذهب المؤلف إلى أن بلدة الطرف كانت موطن «للسهالوة» وأن الطرف الحالية قامت على أنقاض قرية «السهلة» وعند تناوله لقرية «السَّهلة» ذكر أنها كانت قرية لبني محارب عامرة في الزمن القديم، والنسبة إليها السهلاوي.
وقد ختم المؤلف هذا الجزء من كتابه بما رواه المؤرخون في الكتب، وما ذكره الآباء والاجداد عن السَّهلة والسهالوة قائلا:
أنهم سادوا على هذه الأرض من القرن الثالث إلى القرن الثامن الهجري ثم شدوا الرحال وتوزعوا في أرجاء جزيرة العرب،
وذكر أسماء عدد منهم وما اتصفوا به من خصال حميدة.
واشتهرت الطرف منذ القدم أنها بوابة الجنوب للأحساء حيث يمر عليها ويفد إليها المسافرون والمارة القادمين من الشرق من مختلف الجنسيات العربية والأجنبية حيث يقع في جنوبها مركز لاستقبال الحجيج عهد عنه استقبال الكثير من حجاج الخارج وخاصة القادمين من الشرق العربي والآسيوي من الإمارات وعمان والهند وباكستان واندونسييا وماليزيا والصين..الخ.
وقد عُرف أهل الطرف بلقب (أهل سياله) نسبة إلى أهم الحارات الداخلية التي ارتبطت بتاريخ عميق للبلد، وعُرف عنهم أيضا صفة الكرم والجود والنخوة، والتعايش السلمي بين جميع الطوائف. ومن أشهر مايميزها ويفتخر به أهلها أحداث تاريخية مهمة أهمها قدوم الملك عبد العزيز إلى قصر المجصة مشاركة بعض أبناءها في تحرير الأحساء إبان قدوم الملك عبد العزيز بن عبد الرحمن آل سعود إلى الاحساء وهو قادم في إحدى غزواته ومعه قومه فنزل ضيفا على أهالي بلدة الطرف في عهد اميرها احمد بن صالح الحبيل حيث استقبلوه في قصر المجصة المشهور تاريخيا على مستوى الأحساء والمملكة.
وقد حكم الطرف مؤخرا (آل حبيل) من الدواسر ((من بطون زايد المخاديم بطن، الرجبان الذلوق)) . وبعد أن حكموا بلدة الطرف وامتزج كرمهم بكرم أهلها إلى أن كسبوا قلوبهم وأنتخبوا حكاما عليها. وامتدت علاقتهم منذ ذلك الحين بعلاقات وثيقه مع آل سعود وآل ثاني بعد أستضافة الملك عبد العزيز في قصرهم (قصر المجصة) إبان تحريره الأحساء وما تزال علاقتهم قائمه ودائمه حتى يومنا هذا. وقد كان ل (آل حبيل) مناخا كبيرا يستقبل جميع القبائل العابرة من ”عمان” و“قطر” و”الرملة” إلى ”نجد” و”الحجاز” والكويت ” والبحرين ”، وتصدروا هذه الضيافة بوجوه باسمة دون كلل، ولم تقتصر ضيافتهم على الضيف فحسب بل كانوا يطعمون الضيف وراحلته فالكرم الحاتمي كان من طبعهم، ومثل شواهد ذلك أنهم اوقفوا بعض النخيل للمضيف يتصرف فيها وقت صرام النخيل وقد سجلت هذه الأوقاف في وثائق من سنة 1149هـ. وقد تسلسل حكم أبناء (آل حبيل) للطرف كالتالي:
-الأمير أحمد بن حبيل الحبيل
-الأمير علي بن احمد الحبيل -الأمير محمد بن علي الحبيل
-الأمير احمد بن محمد الحبيل
-الأمير صالح بن احمد الحبيل
-الأمير احمد بن صالح الحبيل
-الأمير محمد بن احمد الحبيل -الشيخ سلمان بن محمد الحبيل - الشيخ عبد الله بن عبد الرحمن الحبيل.

## الآثار

### قصر المجصة
يقع في جنوب الطرف، وهو قلعة يحيط بها سور ذات أبراج للمراقبة يرجع لـ (آل حبيل) وقد شهد هذا القصر قدوم الملك عبدالعزيز إلى الأحساء قبل وبعد فتح الأحساء، وقد قدم إليه حسب الروايات الموثوقة مرتين سنة 1330هـ و1331هـ. وممايذكر عنه هو «وقعة المجصة» وجاء فيها:
بعد انتصار ابن سعود على جماعة من الهزازنة في (الحريق) وأخمد ثورتهم زحف إلى جهة الأحساء بقيادة جيش مكون من قبيلة سبيع وهجم على أقوام فأخذهم وغنم كثيراً من مواشيهم ثم كتب إليه الشيخ (مبارك الصباح) ويقصد الهجوم على، ابن صويط) ولكن مبارك أرسل إلى ابن صويط ينذره أن ابن سعود هاجم عليه فهرب ابن صويط ورجع عبد العزيز عن طريق الزبير ثم على كابده ثم استمر إلى سفران فلقيه في الطريق وفد من صفوان رجل يدعى (عبد العزيز بن حسن) مندوباً من الشيخ مبارك الصباح معتذراً فقبل عبد العزيز العذر دون معاتبة. ثم قفل عبد العزيز آل سعود راجعاً إلى أطراف الاحساء وهجم على قبيلة السفران واشتبك معه (خميس بن منيخر) في موضع يسمى (المجصة) قصر ونخيل يقع في جنوب الطرف بالأحساء في معركة شديدة أسفرت عن هزيمة العجمان والسفران وقتل عدد غير قليل من رجالهم وهذه الواقعة تسمى (وقعة المجصة) عام 1330هـ.
وذكر عن ذلك المحدثين الثقات (أحمد بن حبيل):
قدم الملك عبد العزيز بن عبد الرحمن ال سعود إلى الأحساء وهو قادم في إحدى غزواته ومعه قومه فنزل ضيفا على أهالي بلدة الطرف في عهد أميرها احمد بن صالح الحبيل حيث استقبلوه في قصر المجصة وكان في استقباله أيضا أحمد بن محمد الحبيل فرحب به وبقومه فزودوه بكل زاد وعتاد وأمدوه بالرجال في غزواته من أجل توحيد شبه جزيرة العرب وأهالي بلدة الطرف لا ينسون هذه الزيارة وسيظل ذكراها يشرق في الاذهان وخصوصا بعد أن عاشرهم أكثر من أربعين يوما حيث تردد عليهم قبل فتح الأحساء في قصر المجصة وداخل البلدة في قصر أمير البلدة في “براحة سيالة” وقدم الملك عبد العزيز الي قصر المجصة ثلاث مرات أثناء قدومه إلى الأحساء أما الثالثة ففيها فتح الأحساء وبذا اعتبر قصر المجصة المناخ لهم اثناء قدومهم الاحساء.
يمثل قصر المجصة واحة خضراء من النخيل كانت عامرة حتى سنة (1390هـ)، وكان يزرع في هذه الواحة الفواكه والخضروات بأنواعها. ويعرف عنه أنه كان قلعة شامخة يحيط بها سور منيع، وفي زواياه الأربع بروج عاجية لاكتشاف أي هجوم خارجي على القصر، وفي داخله غرف عديدة للاستراحة ويظهر فوق سطح التل أساسيات حجريه كبيرة تشير إلى وجود مبان متسعة ومتقنة البناء بشكل ملحوظ عن نظراتها بموقع الدور، كما أنها ذات تخطيط منتظم، وينتشر فوق هذه المساحة من التل العديد من أجزاء الأواني الفخارية الإسلامية الطابع تؤرخ بالقرن (2-4هـ /8-10م).ويتوفر في هذا المكان سابقا كل ماتتمتع به الأماكن السياحية الطبيعية. واعتبر أيضا هذا القصر كمحطة استراحة للخارجين والقادمين من وإلى الأحساء، حيث يوجد في هذا القصر كل وسائل الراحة فيقدم الزاد للمسافر، وتقدم لنا إحدى الدراسات الوثائقية ماهذا نصه:
«وكان من عادة القافلة البريدية ومن معها، أن تدخل الأحساء عن طريق بلدة الطرف، وأن تستريح تحت شجرة سدر ضخمة قرب قصر المجصة المشهور».

### الدور
موقع الدور موقع أثري يقع جنوب شرقي الطرف. وهي مجموعة من المساكن القديمة تقع في وسط مدينة الطرف مطمورة تحت التراب ترجع إلى السكان الأوليين للطرف، وهي الآن مسورة بسور الهيئة العامة للسياحة والتراث الوطني للحفاظ على ما بها من آثار ترجع إلى مئات السنين، وآخر عهد لها في القرن التاسع والعاشر الهجري.

### جبل الأربع
يقع جبل الأربع جنوب مدينة الطرف بالقرب من الخط الدولي لقطر (سلوى) ويتكون من أربع تلال، اثنتان متصلتان، واثنتان منفصلتان، وهو موقع يرتاده محبي الرحلات الصحراوية، وأصبح الآن معلماً ترفيها يزوره السكان خلال أيام العطلات وأيام الشتاء، وحرصت أمانة الأحساء بإقامة مخيمات في الجهة الغربية من الجبل، إضافة أن شركة أرامكو حفرت فيه للبحث عن البترول، وماتزال أعيانها باقية للعيان.
ويمتاز جبل الأربع بجمال منظره ونقاء رماله فقد كان موقعًا مُحببًا لدى الصيادين ومُلهِمًا للشعراء، فيُقال بأنَّ الشاعر المصري أحمد شوقي حالهُ حال الكثير من الشعراء قد تغنى به في إحدى قصائده المعروفة بجبل “التوباد” على لسان قيس بن الملوح قائلًا:
كم بنينا من حصاها أربعا
وانثنينا فمحونا الأربعا
وخططنا في نقا الرملِ فلم
تحفظ الريحُ ولا الرملُ وعى

### هضبة النصلة
تقع هضبة النصلة في جنوب غربي مدينة الطرف في محافظة الأحساء، وشمال غربي جبل الأربع، وشمال جبل دخنة، وموقع النصلة بالقرب من قصر المجصة بمدينة الطرف وهي عبارة عن أكمة منفردة تقع على كثيب من الرمل المرتفع، ويحيط بها خندق، وتكون هذا الخندق بفعل العوامل البيئية، حيث تحف بها الرياح، فيسفي الرمل من ثلاث جهات ما عدا الجهة الجنوبية، إذ تمثل النصلة حاجزا يمنع الرمل من الزحف إلا على الجوانب الثلاثة، ويبلغ ارتفاع التلة أكثر من 45 مترا تقريبا عن سطح الأرض. تعتبر هضبة النصلة من المواقع الأثرية الغنية بالآثار، حيث توجد في هذه البقعة آثار بعض المنازل المدفونة بفعل سفي الرمال، وكذلك بعض الأواني الفخارية، وفي شرقها يقع ميدان الفروسية واصطبلات الخيول، وأصبحت الآن مخيما لهواة التطعيس خاصة في فصل الربيع، وكذلك مقصد للعائلات التي تستمتع بهذا المكان لنقاء هوائه.
وضح المؤرخ عبدالله المطلق إن النصلة عبارة عن تلة مستديرة قطرها 20 مترا تقريبا، وقيل إن هذه الأكمة أو التلة كانت تستخدم في أغراض حربية، وكبرج للمراقبة في عهد الدولة العثمانية، وهناك جذوع النخيل تحيط بجهة من هذه الأكمة مسندة بالتلة، وتمثل هذه الجذوع سلما يستخدم كمصعد لقمة النصلة، حيث إن هذه الجذوع ترتفع 3 أمتار عن الأرض، أما الجذوع في الوقت الحاضر فلا أثر لها، إذ سقطت جميعا ولم يبق إلا آثارها على الأكمة، وهناك حصن مبني من الطين الذي يقع في قمة تلة النصلة يصعب الصعود إلى قمتها، وأضاف: منهم من قال إنها منطقة محمية، ومنهم من قال إنها خزينة ومنهم من قال إنها قلعة للمراقبة العامة للدولة العثمانية، وحتى نقف على حقيقة جبل النصلة التقيت بالكثير من الآباء والأجداد فأفادوا بكثير من المعلومات منها أن جبل النصلة منطقة محمية للكائنات الفطرية في محافظة الأحساء، وتقع هذه المحمية بالقرب من جبل النصلة في جنوب غربي مدينة الطرف بمحافظة الأحساء، إذ تكثر فيها الحبارى والغزلان لذلك في الماضي أصدر أمير الأحساء الأمير عبد الله بن جلوي وقتها، بحماية هذه المنطقة والتي عرفت «بمحمية الأحساء»، وعرفت «بمحمية ابن جلوي» من سنة 1340-1350هـ، لذلك تعتبر أول منطقة محمية في المملكة، وكانت المنطقة يتجول فيها فرسان «ابن جلوي» من راجلة وخيالة.

### جبل دخنة
ويقع جنوب غربي مدينة الطرف بالأحساء.

## معالم الطرف
جمعية الطرف الخيرية
وهي من أقدم الجمعيات الخيرية على مستوى المنطقة والمملكة وأنشطها سجلت رسميا بوزارة العمل والشؤون الاجتماعية.
عـام 1396هـ. وقد ساهمت الجمعية في نهضة الطرف بإقامة العديد من المشاريع الحيوية كـ مستوصف وصيدلية جمعية الطرف، روضة ورياض الأطفال، صالة آماسي للحفلات والمناسبات.
نادي الطرف الرياضي
أحد أشهر النوادي في المنطقة تأسس عام 1392هـ وأُعترف بـه رسميا من قبل الرئاسة العامة لرعاية الشباب (الهيئة العامة للرياضة حاليا) في عام 1400هـ.
برز النادي بإنجازاته في أكثر من لعبة رياضية حيث حيض بعض لاعبوها بعد تميزهم بتمثيل منتخبات المملكة في ألعابه المختلفة ككرة الطائرة وألعاب القوى وتنس الطاولة وكرة القدم. ويرأس النادي حالياً الأستاذ سامي بن خليفة الدهام.
فرقة سيالة للفنون الشعبية
أحد الفرق المتميزة تحت مظلة جمعية الثقافة والفنون بالأحساء اشتهرت على مستوى المنطقة والمملكة بـ العرضة وهو أحد الألوان الشعبية التي تهتم بها الفرقة بالإضافة إلى ألوان أخرى شعبية حافظت عليها على مدى سنوات طويلة. وقد ساهمت الفرقة بمشاركاتها المتميزة في رفع اسم الطرف عاليا في الكثير من المحافل المحلية والدولية بمشاركات مشرفة يشهد لها الجميع. يرأس الفرقة حاليا الأستاذ أحمد بن عيسى البدر.
حديقة الطرف النموذجية
وهي حديقة الحيوان الأولى والوحيدة في الأحساء أقامها أحد أبناء الطرف وهو الأستاذ / محمد بن علي الديواني بعد أن حوّل هوايته في تربية الطيور والحيوانات إلى موقع سياحي وترفيهي مستثمرا أحد المزارع الكبيرة المنتشرة في غرب الطرف وجالبا إليها الكثير من الحيوانات والطيور والزواحف المختلفة. ويرتاد هذه الحديثة الكثير من أهالي محافظة الأحساء من مختلف مدنها وقراها، وكذلك بعض مواطني دول الخليج، خصوصا في الأعياد والمناسبات، وأيام الإجازات.
حارة سيالة
حارة من حواري الطرف تقع في قلب الطرف ولها ثلاث مداخل رئيسية وهي تعد بمثابة العاصمة للطرف، وقد سميت بهذا الأسم نسبة إلى سيل الأمطار إليها وتجمعه فيها حين سقوط المطر. واشتهرت هذه الحارة بأنها من أقدم الحواري التي يجتمع فيها سكان أهل البلد وتقام فيها مناسباتهم وقد كان يسكنها أمراء الطرف قديما من (آل حبيل)، ويوجد فيها حاليا أقدم الجوامع وهو جامع (سيالة) والذي يأمه واحد من أقدم الآئمة على مستوى المنطقة الشيخ محمد بن علي العبد اللطيف.
المساجد
يبلغ عدد المساجد في الطرف (30) مسجدا منها (6) جوامع من أقدمها جامع (سيالة).

## التعليم والمدارس
بدأ التعليم في بلدة الطرف بداية شعبية عن طريق (المطوّع) الذي كان يعلم الصبيان القرآن الكريم وبعض علوم الدين ومبادئ القراءة والكتابة والحساب. وقد اشتهر بهذه المهن الكثير من رجال ونساء البلدة.
ثم حظيت البلدة كغيرها من مدن وقرى المملكة باهتمام المسئولين في وطننا الكبير فافتتحت بها أول مدرسة ابتدائية للبنين سنة 1369هـ، ثم توالى افتتاح المدارس باختلاف مراحلها. وقد حضيت البلد بتخريج العديد من المهندسين والأطباء والمعلمين والمهنيين في شتى المجالات.
المرحلة الابتدائية
أ‌- مدرسة الطرف 1369هـ .
ب‌- مدرسة معاذ بن جبل 1391هـ .
ج- مدرسة أبي أيوب الأنصاري 1408هـ .
د‌- مدرسة الإمام الشوكاني لتحفيظ القرآن 1413هـ .
المرحلة المتوسطة
أ‌- مدرسة الطرف 1390هـ .
ب‌- مدرسة الأوزاعي 1410 هـ .
المرحلة الثانوية
مدرسة صقر الجزيرة 1412هـ .
أما تعليم البنات فكانت بدايته عام 1389هـ عندما افتتحت مدرسة الطرف الأولى الابتدائية، ويوجد بالبلدة حاليا ثلاث مدارس ابتدائية، ومتوسطة واحدة، ومثلها في المرحلة الثانوية.

## الجانب الإقتصادي
تنوعت أوجه النشاط الاقتصادي في بلدة الطـرف فكانت هناك الزراعة والرعي والتجارة والصناعة .
الزراعة
تشتهر بلدة الطرف كقرية من قرى الأحساء بزراعة النخيل حيث تكثر المزارع حولها، وهي متعددة الأنواع أشهرها الخلاص، الرزيز، الشيشي، وتزرع بعض أنواع الخضراوات، وكانت هذه النخيل تسقى قديما من العيـون القريبة من البلدة خاصة عين برابر، حتى إنشاء مشروع الري والصرف الـذي أصبح المصدر الرئيس للري في المنطقة، وتعتبر التمور والمحاصيل الزراعية مصدرا اقتصاديا رئيساً لكثير من أهالي البلدة يصدر بعضها لمناطق أخرى ودول مجاورة.
التجارة
تشهد بلدة الطرف في كل جمعة نشاطاً اقتصادياً من خلال سوق الجمعة الشعبي الذي بدأ منذ أكثر من ستين سنة، وهو أحد الأسواق الشعبية في المنطقة ويتوفر فيه كل ما يحتاجه الناس. كما انتشر في البلدة مؤخرا مراكز تسويقية متعددة الأغراض على الطراز الحديث وأشهرها مركز السامرة الذي يقع على الشريان الرئيسي بالطرف. وأيضا بها خدمات بنكية حديثة كالبنك العربي الذي يقع قريبا من المدخل الشمالي للطرف من جهة مدينة الجفر.
الصناعة
عُرفت في البلدة قديما بعض الصناعات الشعبية منها:
1- منتجات الخوص والسلال التي تستخدم في حياتهم اليومية لحفظ المحاصيل الزراعية والتمور مثل: الأقفاص، المراحل، المحاصن، الزبلان.
2- صناعة الأواني الفخارية وكان حي البراريم بالطرف قديما يشتهر بهذه الصناعة حيث يجلب الطين من منطقة تقع شمال شرق البلدة تسمى (المطينة) ومن أشهر المنتجات الفخارية: المباخر، المصاخن – وتستخدم لتبريد المياه صيفا.
3- صناعة العبي (البشوت): واشتهرت بها عائلة المزيدي في البلدة.

## وصلات خارجية
- السياحة السعودية في الأحساء
- السياحة في مدينة الأحساء